# Super Fighter Team
Super Fighter Team è un'azienda che si concentra principalmente di sviluppo, produzione e pubblicazione di videogiochi per piattaforme classiche come il Sega Mega Drive e l'Atari Lynx. L'azienda è stata fondata nel 2004 dal game designer e venditore Brandon Cobb ed è basata a San Diego, California.
Super Fighter Team prende il nome dal poco conosciuto picchiaduro della C&E Super Fighter, uscito nei primi anni novanta, che fu il primo videogioco acquisito dall'azienda. Da allora, essa ha acquisito i diritti per produrre e pubblicare vari altri titoli, conosciuti in altre regioni, ma relativamente sconosciuti nel mondo occidentale.

## Videogiochi pubblicati
| Videogioco                    | Anno | Piattaforma        |
| ----------------------------- | ---- | ------------------ |
| Beggar Prince                 | 2006 | Mega Drive/Genesis |
| Cascade                       | 2015 | Mega Drive/Genesis |
| Commander Keen in Keen Dreams | 2013 | Android            |
| Legend of Wukong              | 2008 | Mega Drive/Genesis |
| Magic Girl                    | 2015 | Mega Drive/Genesis |
| Nightmare Busters             | 2013 | Super NES          |
| RPG Trifecta Pack             | 2013 | Windows, OS X      |
| Sango Fighter                 | 2009 | Windows, DOS       |
| Sango Fighter 2               | 2013 | Windows, DOS       |
| Star Odyssey                  | 2011 | Mega Drive/Genesis |
| Super Fighter                 | 2005 | Windows, DOS       |
| Super Fighter Special Edition | 2013 | Windows            |
| Super Fighter Block Battle    | 2008 | S60 Platform       |
| Zaku                          | 2009 | Atari Lynx         |